# 鄭旨桓
鄭旨桓（韓語：정지환，1996年4月30日—），韓國男演員。

## 影視作品

### 劇集
| 年份 | 播放平台 | 劇名                         | 角色       | 備註  |
| 2016 | KBS2     | 《Drama Special—傳說的穿梭》 |            | [ 1 ] |
| 2016 | KBS2     | 《住在我家的男人》           | 姜韓理     | [ 2 ] |
| 2019 | YouTube  | 《沒事的不會死》             |            |       |
| 2020 | SBS      | 《Hyena：富豪辯護人》        | 羅利俊     | 配角  |
| 2020 | TV朝鮮   | 《風雲碑》                   | 永雲君李敏 | [ 4 ] |
| 2020 | JTBC     | 《沉默警報》                 | 吳成延     | [ 5 ] |
| 2024 | tvN      | 《淚之女王》                 | 金珉奎     | 配角  |
| 2024 | MBC      | 《現在撥打的電話》           | 鄭元彬     | 配角  |

### 電影
| 年份 | 片名     | 角色 | 性質 | 備註  |
| 2022 | 《春日》 | 東赫 | 配角 | [ 8 ] |

## 外部連結
- 官方网站
- 鄭旨桓的Instagram帳戶
- 鄭旨桓在NAVER上的资料
- 鄭旨桓在Daum上的资料
- 鄭旨桓在互联网电影资料库（IMDb）上的資料（英文）
- 鄭旨桓在HanCinema的頁面（英文）